# 于迪维莱
于迪维莱（法語：Hudiviller，法語發音：[ydivile]）是法国默尔特-摩泽尔省的一个市镇，属于吕内维尔区。

## 地理
于迪维莱（48°36'9"N, 6°23'44"E）面积2.99 平方千米，位于法国大東部大區默尔特-摩泽尔省，该省份为法国东北部内陆省份，是洛林的一部分，北邻比利时、卢森堡，北起顺时针与摩泽尔省、下莱茵省、孚日省和默兹省接壤。
与于迪维莱接壤的市镇（或旧市镇、城区）包括：昂特吕、默尔特河畔栋巴勒、弗兰瓦勒、罗西耶尔欧萨利讷。

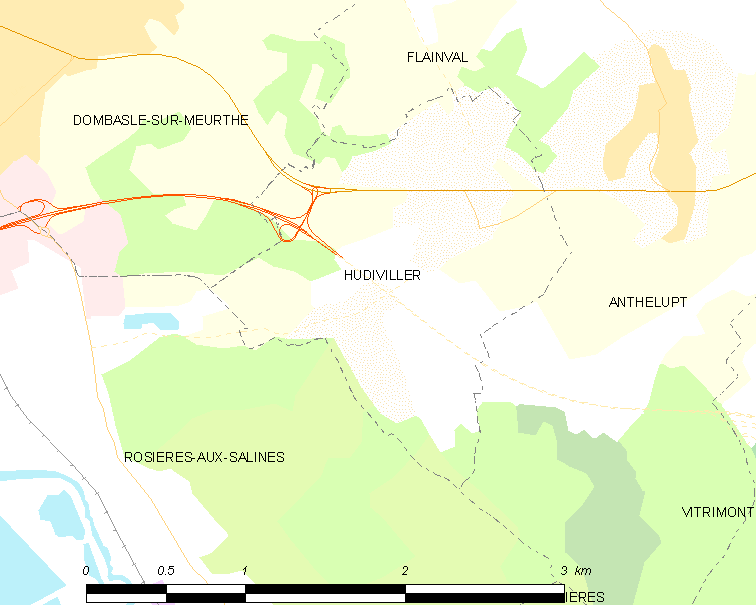
于迪维莱的OSM定位图

于迪维莱的时区为UTC+01:00、UTC+02:00（夏令时）。

## 行政
于迪维莱的邮政编码为54110，INSEE市镇编码为54269。

## 政治
于迪维莱所属的省级选区为吕内维尔第一县。

## 人口

1962-2008年间于迪维莱人口变化图示

于迪维莱于2022年1月1日时的人口数量为316人。